# Morne Cayenne
Morne Cayenne es una localidad de Santa Lucía que forma parte del distrito de Vieux Fort.